# Tim-Niklas Schwippel
Tim-Niklas Schwippel (* 26. April 1995) ist ein deutscher Leichtathlet und Ultramarathonläufer.

## Karriere
2019 wurde er Fünfter bei den Deutschen Marathon-Meisterschaften und belegte in der Mannschaftswertung des 10-km-Laufes auch den fünften Platz mit der LG Braunschweig.
Schwippel wurde 2025 Deutscher Meister im 50-km-Straßenlauf in Ubstadt-Weiher.